# Kiss János (politikus, 1967)
Kiss János (Salgótarján, 1967. április 4.–) magyar jogász, ügyvéd, a Miskolctapolcai Strandfürdő fejlesztéséért felelős miniszterelnöki biztos. A Borsod-Abaúj-Zemplén vármegyei 2. sz. országgyűlési egyéni választókerületben a FIDESZ-KDNP országgyűlési képviselője.

## Tanulmányai
A miskolci Földes Ferenc Gimnáziumban érettségizett 1985-ben, jeles eredménnyel.[forrás?]
Az akkor még kötelező egy éves sorkatonai szolgálat után 1986-ban kezdte meg tanulmányait a Miskolci Egyetem Állam- és Jogtudományi Karán, ahol „cum laude” minősítéssel diplomázott.
Professzorai voltak többek közt dr. Zlinszky János, dr. Novotny Zoltán, dr. Holló András, dr. Gáspárdy László. 
Egyetemi évei alatt tagja volt a felvételi előkészítő bizottságnak, és aktív munkát végzett továbbá annak érdekében, hogy a selmecbányai diákhagyományok az egyetem jogi karán is otthonra leljenek. 
Első munkahelyei a Diósgyőri Gépgyár, és az APEH Borsod-Abaúj-Zemplén megyei Igazgatósága voltak.
Jogi szakvizsgát 1994-ben szerzett, ezt követően egyéni ügyvédként és jogtanácsosként dolgozott Miskolcon.

## Politikai szerepvállalásai
2010–2020 között miskolci önkormányzati képviselő volt. A 2010-es önkormányzati választáson egyéni képviselői mandátumot szerzett a miskolci 12. számú választókerületben, 39,05%-os eredménnyel.
2010–2014 között a Fidesz miskolci frakciójának vezetője, és az önkormányzat Jogi Bizottságának elnöke volt. 
A 2014-es önkormányzati választáson szintén egyéni képviselői mandátumot szerzett, a miskolci 11. számú választókerületben 40,82%-os eredménnyel, és 2014–2019 között egyben a város alpolgármestere is volt. 
A 2019-es önkormányzati választás eredményeképp Fidesz és a KDNP választási listájáról került be a miskolci közgyűlésbe (egyéniben egyetlen szavazattal veszített az ellenzéki Szopkó Tibor ellen), mandátumáról azonban 2020-ban lemondott, mert Orbán Viktor miniszterelnök 2020. április 15-ével a Miskolctapolcai Strandfürdő fejlesztéséért felelős miniszterelnöki biztosnak nevezte ki. Miniszterelnöki biztosi megbízatása később kiterjedt a diósgyőri vár újjáépítési programjára is.
A Fidesz miskolci frakcióvezetőjeként otthonvédelmi alap létrehozását kezdeményezte azon társasházak javára, amelyek saját erőből képtelenek kiegyenlíteni azokat a tartozásokat, amiket a már kiköltöztetett fészekrakó családok hagytak hátra maguk után. A város alpolgármestereként számos alkalommal nyilvánult meg a legfontosabb várospolitikai kérdések ügyében, többek között a nyomortelepek felszámolásának programjával kapcsolatosan, amit egy előzetes aláírásgyűjtés alkalmával 35.000 miskolci támogatott az aláírásával. Elmondta, hogy nem a program költségvetése a kérdés, hanem az, hogy a nyomortelepek megszűnjenek.
A 2015. április 16-ai közgyűlésen az úgynevezett seriff rendszer miskolci bevezetésének vitájában kifejtette, hogy a szocialista városirányítás idejében nem volt ilyen rendészeti egység, vagy ha volt, azt úgy hívták, hogy Láthatatlan Légió. Hangsúlyozta, hogy minden idők legnagyobb rendészeti költségvetését fogadták el Miskolcon 2015-ben 650 millió forinttal.
2017-2019 között irányította a Miskolci Esélyegyenlőségi Tanácsot.
2018-ban újjászervezte és 2019-ig vezette a Miskolci Idősek Tanácsát. Számos kulturális és egészségügyi program fémjelezte a Tanács munkáját, ezek közül kiemelkedett az Imádok élni című előadóművészeti ki mit tud.
A 2022-es magyarországi országgyűlési választáson, Miskolcon megnyerte a körzetet, és ezzel Hubay György utódja lett.